# Калитовская, Леся Михайловна
Ле́ся Миха́йловна Калито́вская (укр. Леся Калитовська; род. 13 февраля 1988, Погариско, Львовская область) — украинская профессиональная трековая велогонщица. Обладательница бронзовой медали в индивидуальной гонке преследования на Олимпийских играх в Пекине. Мастер спорта международного класса.
Проживает в Луганске. Студентка Луганского педагогического университета им. Т. Г. Шевченко. Выступает за общество «Спартак» (Луганск) и спортивный клуб «ИСД» (Индустриальный союз Донбасса). Кавалер Ордена княгини Ольги III степени
Тренеры: Михаил Колодий (первый тренер), Сергей Базин.

## Спортивные достижения
2005
3, Чемпионат Европы, шоссе, индивидуальная езда на время, юниоры, Москва
1, Чемпионат Европы, трек, преследование, юниоры, Фьоренцуола
1, Чемпионат мира, трек, преследование, юниоры, Вена
2006
1, Чемпионат Европы среди юниоров, трек, преследование, Афины
1, Чемпионат мира, трек, преследование, юниоры, Гент
2, Чемпионат мира, шоссе, индивидуальная езда на время, юниоры, Спа-Франкоршам
2, Кубок мира, трек, скретч, Москва
2007
1, Чемпионат Европы, трек, преследование, молодёжь до 23 лет, Котбус
3, Кубок мира, трек, командное преследование, Сидней
1, Кубок мира, трек, командное преследование, Пекин
2008
1, Кубок мира, трек, преследование, Лос-Анджелес
1, Кубок мира, трек, командное преследование, Лос-Анджелес
3, Пекинская Олимпиада, велотрек, индивидуальная гонка-преследование на 3 км.